# سيدي ولد سالم
سيدي ولد سالم (مواليد عام 1963) سياسي وأستاذ جامعي وإطار موريتاني يشغل منصب مدير الشركة الموريتانية للكهرباء (صوملك)، سبق أن تقلّد عدة مناصب سامية في البلاد، فكان وزير التعليم العالي والبحث العلمي لأكثر من 6 أعوام، طيلة المأمورية الثانية في عهد الرئيس محمد ولد عبد العزيز، وبداية عهد خلفه محمد ولد الغزواني، كما تقلّد منصب وزير المالبة عام 2009 في الفترة الانتقالية التي تلت انقلاب 6 أغسطس 2008 الذي أطاح بالرئيس سيدي محمد ولد الشيخ عبد الله.